# 道格拉斯·甘顿
道格拉斯·甘顿（英語：Douglas Ganton），美国音频工程师。他因电影燃情岁月提名奥斯卡最佳音响效果奖。1975年至2009年间，甘顿参加了75部电影的制作。

## 部分影视作品
- 燃情岁月 (1994)[1]